# Штола
Штола (слч. Štôla) насељено је мјесто са административним статусом сеоске општине (слч. obec) у округу Попрад, у Прешовском крају, Словачка Република.

## Становништво
| Година:    | 1994. | 2004.   | 2014.   | 2024.   |
| ---------- | ----- | ------- | ------- | ------- |
| Број људи: | 533   | 548     | 539     | 526     |
| Разлика:   |       | +2,81 % | -1,64 % | -2,41 % |

| Година:    | 2023. | 2024.   |
| ---------- | ----- | ------- |
| Број људи: | 531   | 526     |
| Разлика:   |       | -0,94 % |

Према подацима о броју становника из 2011. године насеље је имало 516 становника.